# Pedicularis uliginosa
Pedicularis uliginosa är en snyltrotsväxtart som beskrevs av Aleksandr Andrejevitj Bunge. Pedicularis uliginosa ingår i släktet spiror, och familjen snyltrotsväxter. Inga underarter finns listade i Catalogue of Life.